# Asplenium blepharodes
Asplenium blepharodes är en svartbräkenväxtart som beskrevs av Eat. Asplenium blepharodes ingår i släktet Asplenium och familjen Aspleniaceae. Inga underarter finns listade.